# Saison NBA 2005-2006
Navigation
Saison 2004-2005 Saison 2006-2007
La saison NBA 2005-2006 est la 57e saison de la NBA (60e en comptant les trois saisons de BAA). La saison régulière a débuté le 1er novembre 2005 et s'est terminée le 19 avril 2006. Elle a été suivie des Playoffs 2006 qui ont débuté le 22 avril, et se sont clôturés le 20 juin, avec la victoire du Heat de Miami face aux Mavericks de Dallas.
La compétition a été disputée par 30 franchises groupées en six divisions appartenant à deux conférences. Chaque franchise a joué 82 matches pendant la saison régulière, étant opposée de deux à quatre fois aux autres équipes. À l'issue de la saison régulière, les huit premiers de chaque conférence ont été qualifiés pour le tour final (playoffs).

## Faits notables
- Un code vestimentaire a été imposé aux joueurs dès le début de la saison par David Stern, afin de redorer le blason de la NBA.
- Lors du All-Star Game (19 février 2006 au Toyota Center de Houston), c'est l'Est qui s'impose 122-120, emmené par le Most Valuable Player, LeBron James.
- Les Bobcats de Charlotte ont joué leur première saison dans leur nouvelle salle du centre de Charlotte, la Charlotte  Bobcats Arena.
- La New Orleans Arena ayant été endommagée par l'ouragan Katrina, les Hornets de la Nouvelle-Orleans ont joué 32 matches de saison régulière au Ford Center d'Oklahoma City, 6 matches au Pete Maravich Assembly Center (salle de la Louisiana State University) et seulement trois matches dans leur New Orleans Arena. L'équipe a donc été renommée New Orleans/Oklahoma City Hornets.
- Le 22 janvier 2006, l'arrière des Lakers Kobe Bryant inscrit 81 points face aux Raptors de Toronto, établissant ainsi la deuxième meilleure performance de l'histoire de la NBA, derrière les 100 points de Wilt Chamberlain en 1962
- Scottie Pippen (Bulls), Karl Malone (Jazz) et Reggie Miller (Pacers) voient leur numéros retirés dans leurs franchises respectives.
- Ben Wallace remporte son 4e titre de NBA Defensive Player of the Year, il égale le record de Dikembe Mutombo.
- Steve Nash est élu Most Valuable Player pour la deuxième fois en deux ans.
- Le 25 avril 2006, pour la première fois une femme arbitre dans un match de playoffs NBA. Violet Palmer officie lors de la rencontre opposant les Pacers de l'Indiana aux Nets du New Jersey[1].

## Classement final
Les huit premiers de chaque conférence sont qualifiés pour les playoffs.
| Champion de division | Qualifié pour les playoffs | Non qualifié pour les playoffs |

### Par division
| Division Atlantique   | V  | D  | PCT  | GB |
| --------------------- | -- | -- | ---- | -- |
| Nets du New Jersey    | 49 | 33 | 59.8 | -  |
| 76ers de Philadelphie | 38 | 44 | 46.3 | 11 |
| Celtics de Boston     | 33 | 49 | 40.2 | 16 |
| Raptors de Toronto    | 27 | 55 | 32.9 | 22 |
| Knicks de New York    | 23 | 59 | 28.0 | 26 |

| Division Centrale      | V  | D  | PCT  | GB |
| ---------------------- | -- | -- | ---- | -- |
| Pistons de Détroit     | 64 | 18 | 78.0 | -  |
| Cavaliers de Cleveland | 50 | 32 | 61.0 | 14 |
| Pacers de l'Indiana    | 41 | 41 | 50.0 | 23 |
| Bulls de Chicago       | 41 | 41 | 50.0 | 23 |
| Bucks de Milwaukee     | 40 | 42 | 48.8 | 24 |

| Division Sud-Est      | V  | D  | PCT  | GB |
| --------------------- | -- | -- | ---- | -- |
| Heat de Miami C       | 52 | 30 | 63.4 | -  |
| Wizards de Washington | 42 | 40 | 51.2 | 10 |
| Magic d'Orlando       | 36 | 46 | 43.9 | 16 |
| Bobcats de Charlotte  | 26 | 56 | 31.7 | 26 |
| Hawks d'Atlanta       | 26 | 56 | 31.7 | 26 |

| Division Nord-Ouest       | V  | D  | PCT  | GB |
| ------------------------- | -- | -- | ---- | -- |
| Nuggets de Denver         | 44 | 38 | 53.7 | -  |
| Jazz de l'Utah            | 41 | 41 | 50.0 | 3  |
| SuperSonics de Seattle    | 35 | 47 | 42.7 | 9  |
| Timberwolves du Minnesota | 33 | 49 | 40.2 | 11 |
| Trail Blazers de Portland | 21 | 61 | 25.6 | 23 |

| Division Pacifique       | V  | D  | PCT  | GB |
| ------------------------ | -- | -- | ---- | -- |
| Suns de Phoenix          | 54 | 28 | 65.9 | -  |
| Clippers de Los Angeles  | 47 | 35 | 57.3 | 7  |
| Lakers de Los Angeles    | 45 | 37 | 54.9 | 9  |
| Kings de Sacramento      | 44 | 38 | 53.7 | 10 |
| Warriors du Golden State | 34 | 48 | 41.5 | 20 |

| Division Sud-Ouest                           | V  | D  | PCT  | GB |
| -------------------------------------------- | -- | -- | ---- | -- |
| Spurs de San Antonio                         | 63 | 19 | 76.8 | -  |
| Mavericks de Dallas                          | 60 | 22 | 73.2 | 3  |
| Grizzlies de Memphis                         | 49 | 33 | 59.8 | 14 |
| Hornets de la Nouvelle-Orléans/Oklahoma City | 38 | 44 | 46.3 | 25 |
| Rockets de Houston                           | 34 | 48 | 41.5 | 29 |

### Par conférence
| Conférence Est | Conférence Est         | Conférence Est | Conférence Est | Conférence Est |
| No             | Franchise              | Vic.           | Déf.           | PCT            |
| -------------- | ---------------------- | -------------- | -------------- | -------------- |
| 1              | Pistons de Détroit     | 64             | 18             | 78.0           |
| 2              | Heat de Miami C        | 52             | 30             | 63.4           |
| 3              | Nets du New Jersey     | 49             | 33             | 59.8           |
| 4              | Cavaliers de Cleveland | 50             | 32             | 61.0           |
| 5              | Wizards de Washington  | 42             | 40             | 51.2           |
| 6              | Pacers de l'Indiana    | 41             | 41             | 50.0           |
| 7              | Bulls de Chicago       | 41             | 41             | 50.0           |
| 8              | Bucks de Milwaukee     | 40             | 42             | 48.8           |
|                |                        |                |                |                |
| 9              | 76ers de Philadelphie  | 38             | 44             | 46.3           |
| 10             | Magic d'Orlando        | 36             | 46             | 43.9           |
| 11             | Celtics de Boston      | 33             | 49             | 40.2           |
| 12             | Raptors de Toronto     | 27             | 55             | 32.9           |
| 13             | Bobcats de Charlotte   | 26             | 56             | 31.7           |
| 14             | Hawks d'Atlanta        | 26             | 56             | 31.7           |
| 15             | Knicks de New York     | 23             | 59             | 28.0           |

| Conférence Ouest | Conférence Ouest                             | Conférence Ouest | Conférence Ouest | Conférence Ouest |
| No               | Franchise                                    | Vic.             | Déf.             | PCT              |
| ---------------- | -------------------------------------------- | ---------------- | ---------------- | ---------------- |
| 1                | Spurs de San Antonio                         | 63               | 19               | 76.8             |
| 2                | Suns de Phoenix                              | 54               | 28               | 65.9             |
| 3                | Nuggets de Denver                            | 44               | 38               | 53.7             |
| 4                | Mavericks de Dallas                          | 60               | 22               | 73.2             |
| 5                | Grizzlies de Memphis                         | 49               | 33               | 59.8             |
| 6                | Clippers de Los Angeles                      | 47               | 35               | 57.3             |
| 7                | Lakers de Los Angeles                        | 45               | 37               | 54.9             |
| 8                | Kings de Sacramento                          | 44               | 38               | 53.7             |
|                  |                                              |                  |                  |                  |
| 9                | Jazz de l'Utah                               | 41               | 41               | 50.0             |
| 10               | Hornets de la Nouvelle-Orléans/Oklahoma City | 38               | 44               | 46.3             |
| 11               | SuperSonics de Seattle                       | 35               | 47               | 42.7             |
| 12               | Warriors du Golden State                     | 34               | 48               | 41.5             |
| 13               | Rockets de Houston                           | 34               | 48               | 41.5             |
| 14               | Timberwolves du Minnesota                    | 33               | 49               | 40.2             |
| 15               | Trail Blazers de Portland                    | 21               | 61               | 25.6             |

C - Champions NBA

## Playoffs

### Tableau
|  | 1er tour         | 1er tour                | 1er tour               |   |                        | Demi-finales de Conférence | Demi-finales de Conférence | Demi-finales de Conférence |  |   | Finales de Conférence | Finales de Conférence | Finales de Conférence |  |    | Finales NBA   | Finales NBA | Finales NBA |
|  |                  |                         |                        |   |                        |                            |                            |                            |  |   |                       |                       |                       |  |    |               |             |             |
|  | 1                | Pistons de Détroit      | 4                      |   |                        |                            |                            |                            |  |   |                       |                       |                       |  |    |               |             |             |
|  | 8                | Bucks de Milwaukee      | 1                      |   |                        |                            |                            |                            |  |   |                       |                       |                       |  |    |               |             |             |
|  | 8                | Bucks de Milwaukee      | 1                      |   | 1                      | Pistons de Détroit         | 4                          |                            |  |   |                       |                       |                       |  |    |               |             |             |
|  |                  |                         |                        |   | 1                      | Pistons de Détroit         | 4                          |                            |  |   |                       |                       |                       |  |    |               |             |             |
|  |                  | 4                       | Cavaliers de Cleveland | 3 |                        |                            |                            |                            |  |   |                       |                       |                       |  |    |               |             |             |
|  | 4                | 4                       | Cavaliers de Cleveland | 3 | Cavaliers de Cleveland | 4                          |                            |                            |  |   |                       |                       |                       |  |    |               |             |             |
|  | 4                |                         |                        |   | Cavaliers de Cleveland | 4                          |                            |                            |  |   |                       |                       |                       |  |    |               |             |             |
|  | 5                | Wizards de Washington   | 2                      |   |                        |                            |                            |                            |  |   |                       |                       |                       |  |    |               |             |             |
|  | 5                | Wizards de Washington   | 2                      |   |                        |                            |                            |                            |  | 1 | Pistons de Détroit    | 2                     |                       |  |    |               |             |             |
|  | Conférence Est   |                         |                        |   |                        |                            |                            |                            |  | 1 | Pistons de Détroit    | 2                     |                       |  |    |               |             |             |
|  |                  | 2                       | Heat de Miami          | 4 |                        |                            |                            |                            |  |   |                       |                       |                       |  |    |               |             |             |
|  | 3                | 2                       | Heat de Miami          | 4 | Nets du New Jersey     | 4                          |                            |                            |  |   |                       |                       |                       |  |    |               |             |             |
|  | 3                |                         |                        |   | Nets du New Jersey     | 4                          |                            |                            |  |   |                       |                       |                       |  |    |               |             |             |
|  | 6                | Pacers de l'Indiana     | 2                      |   |                        |                            |                            |                            |  |   |                       |                       |                       |  |    |               |             |             |
|  | 6                | Pacers de l'Indiana     | 2                      |   | 3                      | Nets du New Jersey         | 1                          |                            |  |   |                       |                       |                       |  |    |               |             |             |
|  |                  |                         |                        |   | 3                      | Nets du New Jersey         | 1                          |                            |  |   |                       |                       |                       |  |    |               |             |             |
|  |                  | 2                       | Heat de Miami          | 4 |                        |                            |                            |                            |  |   |                       |                       |                       |  |    |               |             |             |
|  | 2                | 2                       | Heat de Miami          | 4 | Heat de Miami          | 4                          |                            |                            |  |   |                       |                       |                       |  |    |               |             |             |
|  | 2                |                         |                        |   | Heat de Miami          | 4                          |                            |                            |  |   |                       |                       |                       |  |    |               |             |             |
|  | 7                | Bulls de Chicago        | 2                      |   |                        |                            |                            |                            |  |   |                       |                       |                       |  |    |               |             |             |
|  | 7                | Bulls de Chicago        | 2                      |   |                        |                            |                            |                            |  |   |                       |                       |                       |  | E2 | Heat de Miami | 4           |             |
|  |                  |                         |                        |   |                        |                            |                            |                            |  |   |                       |                       |                       |  | E2 | Heat de Miami | 4           |             |
|  |                  | W4                      | Mavericks de Dallas    | 2 |                        |                            |                            |                            |  |   |                       |                       |                       |  |    |               |             |             |
|  | 1                | W4                      | Mavericks de Dallas    | 2 | Spurs de San Antonio   | 4                          |                            |                            |  |   |                       |                       |                       |  |    |               |             |             |
|  | 1                |                         |                        |   | Spurs de San Antonio   | 4                          |                            |                            |  |   |                       |                       |                       |  |    |               |             |             |
|  | 8                | Kings de Sacramento     | 2                      |   |                        |                            |                            |                            |  |   |                       |                       |                       |  |    |               |             |             |
|  | 8                | Kings de Sacramento     | 2                      |   | 1                      | Spurs de San Antonio       | 3                          |                            |  |   |                       |                       |                       |  |    |               |             |             |
|  |                  |                         |                        |   | 1                      | Spurs de San Antonio       | 3                          |                            |  |   |                       |                       |                       |  |    |               |             |             |
|  |                  | 4                       | Mavericks de Dallas    | 4 |                        |                            |                            |                            |  |   |                       |                       |                       |  |    |               |             |             |
|  | 4                | 4                       | Mavericks de Dallas    | 4 | Mavericks de Dallas    | 4                          |                            |                            |  |   |                       |                       |                       |  |    |               |             |             |
|  | 4                |                         |                        |   | Mavericks de Dallas    | 4                          |                            |                            |  |   |                       |                       |                       |  |    |               |             |             |
|  | 5                | Grizzlies de Memphis    | 0                      |   |                        |                            |                            |                            |  |   |                       |                       |                       |  |    |               |             |             |
|  | 5                | Grizzlies de Memphis    | 0                      |   |                        |                            |                            |                            |  | 4 | Mavericks de Dallas   | 4                     |                       |  |    |               |             |             |
|  | Conférence Ouest |                         |                        |   |                        |                            |                            |                            |  | 4 | Mavericks de Dallas   | 4                     |                       |  |    |               |             |             |
|  |                  | 2                       | Suns de Phoenix        | 2 |                        |                            |                            |                            |  |   |                       |                       |                       |  |    |               |             |             |
|  | 3                | 2                       | Suns de Phoenix        | 2 | Nuggets de Denver      | 1                          |                            |                            |  |   |                       |                       |                       |  |    |               |             |             |
|  | 3                |                         |                        |   | Nuggets de Denver      | 1                          |                            |                            |  |   |                       |                       |                       |  |    |               |             |             |
|  | 6                | Clippers de Los Angeles | 4                      |   |                        |                            |                            |                            |  |   |                       |                       |                       |  |    |               |             |             |
|  | 6                | Clippers de Los Angeles | 4                      |   | 6                      | Clippers de Los Angeles    | 3                          |                            |  |   |                       |                       |                       |  |    |               |             |             |
|  |                  |                         |                        |   | 6                      | Clippers de Los Angeles    | 3                          |                            |  |   |                       |                       |                       |  |    |               |             |             |
|  |                  | 2                       | Suns de Phoenix        | 4 |                        |                            |                            |                            |  |   |                       |                       |                       |  |    |               |             |             |
|  | 2                | 2                       | Suns de Phoenix        | 4 | Suns de Phoenix        | 4                          |                            |                            |  |   |                       |                       |                       |  |    |               |             |             |
|  | 2                |                         |                        |   | Suns de Phoenix        | 4                          |                            |                            |  |   |                       |                       |                       |  |    |               |             |             |
|  | 7                | Lakers de Los Angeles   | 3                      |   |                        |                            |                            |                            |  |   |                       |                       |                       |  |    |               |             |             |

### Premier tour

#### Conférence Est
- Pistons de Détroit - Bucks de Milwaukee 4-1
- Cavaliers de Cleveland - Washington Wizards 4-2
- Nets du New Jersey - Pacers de l'Indiana 4-2
- Heat de Miami - Chicago Bulls 4-2

#### Conférence Ouest
- Spurs de San Antonio - Kings de Sacramento 4-2
- Mavericks de Dallas - Grizzlies de Memphis 4-0
- Clippers de Los Angeles - Nuggets de Denver 4-1
- Suns de Phoenix - Lakers de Los Angeles 4-3

### Demi-finales de Conférence

#### Conférence Est
- Pistons de Détroit - Cavaliers de Cleveland 4-3
- Heat de Miami - Nets du New Jersey 4-1

#### Conférence Ouest
- Mavericks de Dallas - Spurs de San Antonio 4-3
- Suns de Phoenix - Clippers de Los Angeles 4-3

### Finales de Conférence

#### Conférence Est
- Heat de Miami - Pistons de Détroit 4-2

#### Conférence Ouest
- Mavericks de Dallas - Suns de Phoenix 4-2

### Finales NBA
- Heat de Miami - Mavericks de Dallas 4-2

## Leaders statistiques de la saison régulière
| Catégorie                      | Joueur           | Équipe                    | Statistiques |
| ------------------------------ | ---------------- | ------------------------- | ------------ |
| Points par match               | Kobe Bryant      | Lakers de Los Angeles     | 35.4         |
| Rebonds par match              | Kevin Garnett    | Timberwolves du Minnesota | 12.7         |
| Passes par match               | Steve Nash       | Suns de Phoenix           | 10.5         |
| Interceptions par match        | Gerald Wallace   | Bobcats de Charlotte      | 2.51         |
| Contres par match              | Marcus Camby     | Nuggets de Denver         | 3.29         |
| Pourcentage aux tirs           | Shaquille O'Neal | Heat de Miami             | 60.0 %       |
| Pourcentage à 3 points         | Richard Hamilton | Pistons de Détroit        | 45.8 %       |
| Pourcentage aux lancers-francs | Steve Nash       | Suns de Phoenix           | 92.1 %       |

## Récompenses individuelles
- Most Valuable Player : Steve Nash, Suns de Phoenix
- Rookie of the Year : Chris Paul, Hornets de la Nouvelle-Orleans
- Defensive Player of the Year : Ben Wallace, Pistons de Détroit
- Sixth Man of the Year : Mike Miller, Grizzlies de Memphis
- Most Improved Player : Boris Diaw, Suns de Phoenix
- Coach of the Year : Avery Johnson, Mavericks de Dallas
- Executive of the Year : Elgin Baylor, Clippers de Los Angeles
- NBA Sportsmanship Award : Elton Brand, Clippers de Los Angeles
- J.Walter Kennedy Sportsmanship Award: Kevin Garnett, Timberwolves du Minnesota

- All-NBA First Team :
  - F LeBron James - Cavaliers de Cleveland
  - F Dirk Nowitzki - Mavericks de Dallas
  - C Shaquille O'Neal - Heat de Miami
  - G Kobe Bryant - Lakers de Los Angeles
  - G Steve Nash - Suns de Phoenix

- All-NBA Second Team :
  - F Elton Brand - Clippers de Los Angeles
  - F Tim Duncan - Spurs de San Antonio
  - C Ben Wallace - Pistons de Détroit
  - G Dwyane Wade - Heat de Miami
  - G Chauncey Billups - Pistons de Détroit

- All-NBA Third Team :
  - F Shawn Marion - Suns de Phoenix
  - F Carmelo Anthony - Nuggets de Denver
  - C Yao Ming - Rockets de Houston
  - G Allen Iverson - Philadelphia 76ers
  - G Gilbert Arenas - Washington Wizards

- NBA All-Defensive First Team :
  - Bruce Bowen - Spurs de San Antonio
  - Ben Wallace - Pistons de Détroit
  - Andreï Kirilenko - Jazz de l'Utah
  - Ron Artest - Kings de Sacramento
  - Kobe Bryant - Lakers de Los Angeles
  - Jason Kidd - Nets du New Jersey

- NBA All-Defensive Second Team :
  - Tim Duncan - Spurs de San Antonio
  - Chauncey Billups - Pistons de Détroit
  - Kevin Garnett - Timberwolves du Minnesota
  - Marcus Camby - Nuggets de Denver
  - Tayshaun Prince - Pistons de Détroit

- NBA All-Rookie First Team :
  - Chris Paul - Hornets de la Nouvelle-Orleans
  - Charlie Villanueva - Raptors de Toronto
  - Andrew Bogut - Bucks de Milwaukee
  - Deron Williams - Jazz de l'Utah
  - Channing Frye - Knicks de New York

- NBA All-Rookie Second Team :
  - Danny Granger - Pacers de l'Indiana
  - Raymond Felton - Bobcats de Charlotte
  - Luther Head - Rockets de Houston
  - Marvin Williams - Hawks d'Atlanta
  - Ryan Gomes - Celtics de Boston

- MVP des Finales : Dwyane Wade, Heat de Miami